# Orgue de Búger
L’orgue del temple parroquial de Sant Pere de Búger, creat el 1763 per Pere-Josep Bosch, no fou dissenyat l'església de Búger al qual es trroba avui. L’instrument fou encomanat al segle XVIII pel convent de Sant Francesc de Paula de Campos (antic convent de frares mínims) i traslladat a la parròquia de Sant Pere de Búger rere la primera de les exclaustracions ocorreguda durant el Trienni Liberal (1820-1823).

## Història de l’orgue de Sant Pere de Búger (1763-2003)

### L’orgue de Pere-Josep Bosch pel convent de mínims de Campos (1763-1821)
Sempre s’havia pensat que el constructor de l’orgue de Sant Pere de Búger era el mestre orguener valencià Lluís Navarro, però el desmuntatge de l’instrument a finals del segle XX deixà al descobert la inscripció: «Mtre. Pere Josep Bosch i Font donat a rebre als 17 mars 1763, essent corrector el M. R. P. Fr. Ignaci Noguera».
La família d’orgueners Bosch és una de les més rellevants de l’illa de Mallorca, juntament amb la dels Caymari, dues nissagues destacades que han contribuït a confegir els trets més essencials dels orgues mallorquins.
La història dels orgueners Bosch comença amb mestre Jordi (mort el 1723), amb un taller ubicat al carrer Sant Miquel de Ciutat de Mallorca, prop del taller dels orgueners Caymari. Mestre Jordi tingué dos fills amb Magdalena Salvà, Matheu i Pere Josep, ambdós dedicats a l’orgueneria.
L’orgue romangué al convent de Campos des de la seva creació el 1763 fins al 1821, moment en què es desamortitzaren els béns de la comunitat i els religiosos posaren l’orgue a la venda mitjançant pública subhasta. L’instrument només feia una cinquantena d’anys que havia estat fabricat.

### Adquisició i canvi d’ubicació (1822-1876)
En el moment de la compra, feia pocs anys que Búger s’havia constituït com a pobla amb Ajuntament propi i batle constitucional, arrel de la constitució gaditana de 1812 i separant-se així de la vila de Campanet.
Cap als anys 20, l’obreria de Sant Pere de Búger, malgrat la seva situació econòmica no era benestant, tingueren la iniciativa d’adquirir l’orgue dels mínims, gràcies a la informació que reberen del frare mínim bugerró Fra Antoni Pasqual Femenies (1799-1841).
L’impuls de la compra vingué per part del vicari Joan Payeras «Es capellà de’s Puig» i de la seva família, una de les més acomodades del poble. La data d’adquisició oscil·la entre 1821 i 1822, de manera que al «Llibre de compte de l’Obreria de Sant Pere, 1750-1890» hi apareixen despeses diverses per a la seva compra. També consta com l’obreria s’endeutà amb el vicari Payeras, Sebastià Perelló i Pere Serra de Sa Vacal, de manera que els anys següents anaren amortitzant el deute corresponent.
Per a poder encabir l’instrument al temple, s’hagueren de fer adaptacions a l’espai, de manera que s’adobà la cambra de les manxes (per part de Antoni Mora i Francesc Muntaner, picapedrer i fuster respectivament). Fou l’orguener Gabriel Thomàs l’encarregat d’efectuar la col·locació de l’instrument a sobre del cor del temple parroquial.
L’any 1828 es feu una «Llista de Cobrança» per tal de recaptar diners per part de les famílies bugerrones i poder amortitzar abans el deute contret per l’obreria amb la compra de l’instrument.
No obstant això, fins a l’any 1831, deu anys després de tenir l’orgue, no es localitza cap entrega explícita de l’obreria als frares mínims.
El primer organista de l’orgue de Búger fou mestre Antoni Puigserver (del 1823 al 1841), mentre que als anys següents el nom de l’intèrpret no consta a les fonts.
Poc més de cinquanta anys després de la seva adquisició, el 1876, el vicari Jaume Vives, pollencí en possessió de la Vicaria de Búger, assessorat per les famílies acomodades de la vila (Ca’n Mascaró, Ca’n Dameto, Son Vivot), decidí traslladar l’orgue des del cor a la tercera capella de la dreta de l’Església, coneguda com «el portal dels homes». També decidí recompondre l’instrument i augmentar-li els registres. A més, la façana, fins llavors arraconada per no haver-se pogut acomodar al nou espai, podria col·locar-se en la seva totalitat de la manera en que havia estat concebuda.
Al llibre de «Culto y fábrica» d’aquests anys es troben els col·laboradors de l’obra, dels qui destaquen: l’honorable Pere Josep Mascaró i Pons, Joan Sureda de Vivot, Gabriel Tomàs (diaca), Joana Siquier (vídua de Dameto), l’obreria del Santíssim Sagrament, l’obreria del Roser, l’obreria de Sant Pere, Pere Antoni Sureda (de Son Gener), Pere Pau Pasqual, Bernadí Amengual (de Son Costa), mossèn Bartomeu Florit (rector de Sa Pobla)...
Els treballs de recomposició els feu l’orguener Julià Munar, en un període aproximat de 5 mesos, de manera que l’instrument renovat s’inaugurà el dia de Tots Sants de l’any 1876.

### Restauració (1979)
L’ús de l’orgue a la parròquia de Sant Pere de Búger disminuí progressivament al segle següent en favor de l’ús de l’harmònium adquirit el 1932 pel rector Mascaró. Tot i que l’orgue va ser afinat els anys 60 per l’orguener alcudienc mestre Martí Bascuñana Ferrer, era necessària una intervenció major.
Fou el rector Joan Pastor Plomer (1948-1974) qui, el 1971, constituí una Junta Econòmica Parroquial amb l’objectiu prioritari de restaurar l’orgue. Es demanà per a tal efecte un pressupost a l’orguener alemany Gerhard Grenzig, però no es portà a terme el projecte.
El 1979, els orgueners Calvano Bernal de San Sebastián presentaren al rector Jaume Puigserver (1974-1980) un nou projecte, que valorava la restauració en 720.000 pessetes. La Comissió Diocesana d’Orgues Històrics de Mallorca aprovà la restauració, malgrat suggerint el següent: «la octava corta es una dificultad que recorta las posibilidades de un buen organista (...). Por esto a la Comisión le parecería mejor que se añadieran las cuatro notas de todos los registros», ampliació que suposà un augment de 125.000 pessetes al pressupost inicial. Les tasques de restauració consisteixen en el següent: desmuntatge general de l’orgue, tubs, panderetes, secrets i mecanismes, per a fer-hi una neteja completa i revisió; neteja i soldat dels tubs; recomposició dels registres mancants; instal·lació d’un motor-ventilador i una manxa nova; re-harmonització i afinació total de l’orgue; ampliació de les 4 notes mancants a l’octava curta.

## Declaració de BIC (2003)
L’any 2003, l’equip de Patrimoni Històric del Consell Insular de Mallorca treballà amb l'Associació d'Amics dels Orgues per a remeiar «l'injust abandonament» i atorgar-los la qualificació de Bé d'Interès Cultural (BIC), que comporta la màxima protecció.
La relació dels instruments declarats BIC abraça: l'orgue major de la Seu, monestir de la Concepció, convent de la Mare de Deu de la Mercè, monestir de Sant Jeroni, convent de la Mare de Deu del Socors, de l'església de Sant Francesc, tots a Palma; el de la parròquia de Sant Pere de Búger, Sant Miquel de Felanitx; monestir de Sant Bartomeu, de la parròquia de Sant Domingo i de Santa Maria la Major d'Inca; de la parròquia de Sant Miquel de Llucmajor; convent de Sant Francesc de Paula i església de Sant Joan Baptista de Muro; també el de Sant Pere de Petra, convent de Sant Domingo de Pollença, Sant Antoni Abat de sa Pobla, parròquia de Santa Maria del Camí, de Sant Andreu de Santanyí i de Sant Pere de Sencelles.

## Descripció de la consola
L’orgue de l’església de Sant Pere de Búger és un orgue barroc de dos teclats manuals: orgue major (amb onze jocs partits) i cadireta (amb quatre). El pedat té set botons enganxats al manual.
| Primer teclat, Cadireta:                     | Segon teclat, Gran Orgue: Mà esquerra:                                                                                                 | Segon teclat, Gran Orgue: Mà dreta:                                                                                     | Pedaler:           |
| -------------------------------------------- | --- | --- | ------------------ |
| • Flautat en façana • Violó • Nassard • Oboè | • Baixons • Flautat • Octava • Dotzena • Quinzena • Vintidosena • Cimbalet • Primer Nassard • Segon Nassard • Bordó • Clarí a quinzena | • Clarins • Flautat • Octava • Dotzena • Quinzena • Vintidosena • Cimbalet • Corneta • Flauta dolça • Clarí de campanya | • Violó • Bombarda |